# Перото (литературни награди)
Вижте пояснителната страница за други значения на Перото.
Литературни награди „Перото“ на Националния център за книгата към „Национален дворец на културата – Конгресен център София“ ЕАД се връчват ежегодно на творци – писатели, преводачи, литературни специалисти и изследователи, – с принос към развитието на съвременния български литературен контекст и популяризацията на българската литература в превод на чужди езици. Наградите са учредени през 2015 г. и носят името на Литературен клуб „Перото“ – литературен символ на Националния дворец на културата и домакин на ежегодната церемония по връчване на наградите.
Наградата има материално изражение в пластика на скулптора Емил Попов и не включва финансова сума.
Според регламента на наградите първоначално журито излъчва по шест автори и преводачи във всяка категория (с изключение на категорията „Цялостен принос към българския литературен контекст“), сред които избира трима номинирани в кратък списък и по един победител, обявяван на официална церемония в Литературен клуб „Перото“.

## Лауреати през годините
Информацията в таблицата подлежи на допълване.
| № | Година            | Жури | Кратки номинации | Лауреати |
| - | ----------------- | --- | --- | --- |
| 1 | 6 ноември 2015    | - проф. Амелия Личева - Александър Кръстев - доц. Дарин Тенев - Георги Иванов - Силва Папазян | - Категория „Проза“ - Катерина Хапсали с романа „Гръцко кафе“ („Колибри“) - Галин Никифоров с „Лисицата“ („Сиела“) - Милена Фучеджиева със „Сексът и комунизмът“ („Ентусиаст“) - Категория „Поезия“ - Аксиния Михайлова със „Смяна на огледалата“ („Жанет 45“) - Кирил Василев с „Провинции“ („Small Stations Press“) - Ани Илков с „Подготовка за напускане на сърцето“ („ДА“) - Категория „Детска литература“ - Юлия Спиридонова за детската приказка „Бъди ми приятел“ („Кръгозор“) - Кирил Златков и Зорница Христова с „Когато искам да мълча“ („Точица“) - Радостина Николова с „Приключенията на мотовете част III: Спасяването на хълцащата принцеса“ („Мармот“) - Категория „Превод от български на чужд език“ - Анджела Родел за превода на романа на Георги Господинов „Физика на тъгата“ на английски език - Мари Врина-Николов за превода на романа на Георги Господинов „Физика на тъгата“ и на романа на Елена Алексиева „Нобелистът“ на френски език - Джузепе дел Агата за превода на романа на Георги Господинов „Физика на тъгата“ на италиански език | - Категория „Цялостен принос към българския литературен контекст“ – Борис Христов - Категория „Проза“ – Катерина Хапсали с романа „Гръцко кафе“ - Категория „Поезия“ – Ани Илков със стихосбирката „Подготовка за напускане на сърцето“ - Категория „Детска литература“ – Юлия Спиридонова за детската приказка „Бъди ми приятел“ - Категория „Превод от български на чужд език“ – Анджела Родел за превода на романа на Георги Господинов „Физика на тъгата“ на английски език |
| 2 | 16 септември 2016 | - проф. Амелия Личева - доц. Дарин Тенев - Дария Карапеткова - Силва Папазян - Георги Иванов | - Категория „Проза“ - Деян Енев с „Мария“ и „Гризли“ („Рива“) - Ангел Игов с „Кротките“ („Жанет 45“) - Александър Секулов със „Скитникът и синовете“ („Сиела“) - Категория „Поезия“ - Цочо Бояджиев с „Книга за ирониите и опрощенията“ („ДА“) - Георги Господинов с „Там, където не сме“ („Жанет 45“) - Надежда Радулова с „Когато заспят“ („Жанет 45“) - Категория „Детска литература“ - Сотир и Пенко Гелеви с „Илийчо, Август и седемте джуджета“ („Ентусиаст“) - Рая Господинова и Георги Господинов с „Сватби на животни и неща“ („Жанет 45“) - Зорница Христова с „Блок № 4“ („Точица“) - Категория „Дебют“ - Георги Бърдаров с „Аз още броя дните“ („Сиела“) - Йордан Славейков с „Последна стъпка“ („Жанет 45“) - Соня Тодорова с „Перлите на Ади Ландау“ („Колибри“) - Категория „Превод от български на чужд език“ - Ксения Банович за преводите на „18% сиво“ на Захари Карабашлиев, „Алкивиад Велики“ и „Случаят Джем“ на Вера Мутафчиева на хърватски език - Давид Бернщайн за превода на „Майките“ на Теодора Димова на чешки език - Виктория Димитрова Попова за превода на „Алкохол“ на Калин Терзийски и на „Деград“ на Васил Георгиев на немски език | - Категория „Цялостен принос към българския литературен контекст“ – Иван Теофилов - Категория „Проза“ – Деян Енев с „Мария“ и „Гризли“ („Рива“) - Категория „Поезия“ – Георги Господинов с „Там, където не сме“ („Жанет 45“) - Категория „Детска литература“ – Сотир и Пенко Гелеви с „Илийчо, Август и седемте джуджета“ („Ентусиаст“) - Категория „Дебют“ – Георги Бърдаров с „Аз още броя дните“ („Сиела“) - Категория „Превод от български на чужд език“ – Ксения Банович за преводите на „18% сиво“ на Захари Карабашлиев, „Алкивиад Велики“ и „Случаят Джем“ на Вера Мутафчиева на хърватски език                                            |
| 3 | 2 ноември 2017    | - проф. Амелия Личева - проф. Милена Кирова - доц. Дария Карапеткова - доц. Дарин Тенев - Георги Иванов - Марин Бодаков - Аксиния Михайлова - Светлозар Желев - Михаела Петрова | - Категория „Проза“ - Момчил Николов с „Последната територия“ („Сиела“) - Здравка Евтимова с „Юлски разкази“ („Жанет 45“) - Милен Русков с „Чамкория“ („Жанет 45“) - Категория „Поезия“ - Александър Секулов с „Море на живите“ („Изток-Запад“) - Бойко Ламбовски с „Аутисо“ („Жанет 45“) - Пламен Дойнов с „Балът на тираните“ („Кралица Маб“) - Категория „Детска литература“ - Юлия Спиридонова - Юлка с „Къде си слънце“ („Кръгозор“) - Маргарит Минков с „Весел гъделичкащ смях“ 2 („Жанет 45“) - Радостина Николова с „Моите красиви рога“ („Мотове“) - Категория „Дебют“ - Антон Стайков с „Добре, че умря Джузепе“ („Жанет 45“) - Петър Крумов с „Катафалка, два носорога“ („Колибри“) - Велислав Д. Иванов с „Образи и отражения“ („Колибри“) - Категория „Превод от български на чужд език“ - Анджела Родел за превода „Хайка за вълци“ от Ивайло Петров на английски език - Дьорд Сонди за превода на „Концерт за изречение“ от Емилия Дворянова на унгарски език - Мари Врина-Николов за превода „Усмивката на кучето“ от Димана Трънкова на френски език | - Категория „Цялостен принос към българския литературен контекст“ – Владимир Попов - Категория „Проза“ – Момчил Николов с „Последната територия“ („Сиела“) - Категория „Поезия“ – Александър Секулов с „Море на живите“ („Изток-Запад“) - Категория „Детска литература“ – Маргарит Минков с „Весел гъделичкащ смях“ 2 („Жанет 45“) - Категория „Дебют“ – Петър Крумов с „Катафалка, два носорога“ („Колибри“) - Категория „Превод от български на чужд език“ – Мари Врина-Николов за превода „Усмивката на кучето“ от Димана Трънкова на френски език                                                                                              |
| 4 | 2 ноември 2018    | - проф. Амелия Личева - проф. Милена Кирова - доц. Дария Карапеткова - доц. Дарин Тенев - д-р Митко Новков | - Категория „Проза“ - Кристин Димитрова с „Като пристигнеш, обади се“ („Обсидиан“) - Деян Енев с „Дърводелецът“ („Рива“) - Йорданка Белева с „Кедер“ („Жанет 45“) - Категория „Поезия“ - Елин Рахнев със „Зелда“ („ICU“) - Мирела Иванова със „Седем стихотворения (с) биографии“ („Хермес“) - Владимир Левчев с „Марс“ („Да“) - Категория „Детска литература“ - Сотир Гелев с „Как Лора се научи да брои до десет“ („Ентусиаст“) - Елена Павлова с „Камен и пиратите от 5 г“ („Софтпрес“) - Мая Дългъчева с „Топлото човече“ („Жанет 45“) - Категория „Дебют“ - Николай Терзийски с „Отлъчване“ („Жанет 45“) - Наталия Делева с „Невидими“ („Жанет 45“) - Ангелина Александрова с „15 ангела на върха на пръста“ („Жанет 45“) - Категория „Превод от български на чужд език“ - Иво Панов и Алиреза Пурмохаммад за превода на „История славянобългарская“ от Паисий Хилендарски на персийски език - Хайри Хамдан за превода на 60 съвременни разказа на 46 автори в антология „В началото бе епилогът“ на арабски език - Изидора Анжел за превода на „Една и съща нощ“ от Христо Карастоянов на английски език | - Категория „Цялостен принос към българския литературен контекст“ – Иван Цанев - Категория „Проза“ – Кристин Димитрова с „Като пристигнеш, обади се“ („Обсидиан“) - Категория „Поезия“ – Мирела Иванова със „Седем стихотворения (с) биографии“ („Хермес“) - Категория „Детска литература“ – Сотир Гелев с „Как Лора се научи да брои до десет“ („Ентусиаст“) - Категория „Дебют“ – Наталия Делева с „Невидими“ („Жанет 45“) - Категория „Превод от български на чужд език“ – Хайри Хамдан за превода на 60 съвременни разказа на 46 автори в антология „В началото бе епилогът“ на арабски език                                                   |
| 5 | 8 ноември 2019    | - доц. Дарин Тенев - Деян Енев - Мирела Иванова - д-р Митко Новков - Сотир Гелев - Светлозар Желев | - Категория „Проза“ - Чавдар Ценов с „Накъде тече реката“ („Жанет 45“) - Елена Алексиева със „Свети вълк“ („Факел експрес“) - Палми Ранчев с „Тази вечер нищо не е случайно“ („Жанет 45“) - Категория „Поезия“ - Яна Букова със „Записки на жената-призрак“ („Жанет 45“) - Манол Глишев с „Извънсезонни наблюдения“ („Блек Фламинго“) - Цочо Бояджиев с „Книга на разкаянията и утешенията“ („Жанет 45“) - Категория „Детска литература“ - Калина Мухова и Зорница Христова с „Балконът“ („Точица“) - Зорница Христова и Анна Цочева с „Орелът, врабецът и капчукът“ („Точица“) - Марин Трошанов и Петър Станимиров с „Роботът Чапек на планетата с трите слънца. Книга първа. Роботски приключения“ („Кибеа“) - Категория „Дебют“ - Добромир Байчев с „Глиненият цар“ („Развитие“) - Иван Стоилов с „Екстрийм. Една рокаджийска история с автобус“ („Развитие“) - Ангел Иванов с „Техническа проверка“ („Скалино“) - Категория „Превод от български на чужд език“ - Елвира Борман-Насонова за преводите на „Невидими“ от Наталия Делева, „Партиен дом“ от Георги Тенев и „Сборник с разкази от Йордан Д. Радичков“ на немски език (Nataliya Deleva: Übersehen, eta Verlag, 2018; Georgi Tenev: Parteipalast, eta Verlag, 2018; Yordan D. Radichkov: Leben, wo bist Du?, eta Verlag, 2019) - Магдалена Питлак за превода на „Физика на тъгата“ от Георги Господинов на полски език (Georgi Gospodinow: Fizyka smutku, Wydawnictwo Literackie, 2018) - Хеле Далгор за преводите на „И други истории“ и „И всичко стана луна“ от Георги Господинов на датски език (Georgi Gospodinov: Blinde Vajsja og andre historier, Jensen & Dalgaard, 2018) | - Категория „Цялостен принос към българския литературен контекст“ – Светлозар Игов - Категория „Проза“ – Елена Алексиева със „Свети вълк“ („Факел експрес“) - Категория „Поезия“ – Цочо Бояджиев с „Книга на разкаянията и утешенията“ („Жанет 45“) - Категория „Детска литература“ – Марин Трошанов и Петър Станимиров с „Роботът Чапек на планетата с трите слънца. Книга първа. Роботски приключения“ („Кибеа“) - Категория „Дебют“ – Добромир Байчев с „Глиненият цар“ („Развитие“) - Категория „Превод от български на чужд език“ – Хеле Далгор за преводите на „И други истории“ и „И всичко стана луна“ от Георги Господинов на датски език |
| 6 | 6 ноември 2020    | - Елена Алексиева - Лора Филипова - проф. Милена Кирова - Тодора Радева - проф. Цочо Бояджиев | - Категория „Проза“ - Георги Господинов с „Времеубежище“ („Жанет 45“) - Теодора Димова с „Поразените“ („Сиела“) - Момчил Николов с „Чекмо“ („Сиела“) - Категория „Поезия“ - Хайри Хамдан с „Водните лилии на паметта“ („Знаци“) - Златозар Петров с „Машини“ („Жанет 45“) - Белослава Димитрова с „Месо и птици“ („ДА“) - Категория „Детска литература“ - Мая Далгъчева с „Как кученцето си намери дом“ („Жанет 45“) - Евгения Войнова с „Мечта“ („Давид“) - Цвета Брестничка с „Небивалици с буквите от А до Я“ („Фют“) - Категория „Дебют“ - Мартин К. Илиев с „В печалния хан на дните“ („Жанет 45“) - Мартин Касабов с „Когато великани ходеха по земята“ („Жанет 45“) - Деметра Дулева с „Странстващият албатрос“ („Хермес“) - Категория „Превод от български на чужд език“ - Ана Васунг за превода на романа „Възвишение“ от Милен Русков на хърватски език - Ирина Некит за превода на стихосбирката „Разкопчаване на тялото“ от Аксиния Михайлова на румънски език - Неделя Китаева за превода на романа „Физика на тъгата“ от Георги Господинов на арабски език | - Категория „Цялостен принос към българския литературен контекст“ – Божана Апостолова - Категория „Проза“ – Теодора Димова с „Поразените“ („Сиела“) - Категория „Поезия“ – Белослава Димитрова с „Месо и птици“ („ДА“) - Категория „Детска литература“ – Цвета Брестничка с „Небивалици с буквите от А до Я“ („Фют“) - Категория „Дебют“ – Деметра Дулева с „Странстващият албатрос“ („Хермес“) - Категория „Превод от български на чужд език“ – Ирина Некит за превода на стихосбирката „Разкопчаване на тялото“ от Аксиния Михайлова на румънски език                                                                                            |
| 7 | 2 ноември 2021    | - проф. д-р Светлана Стойчева-Андерсон - Теодора Димова – носителка на Награда „Перото“ 2020 г. в категория „Проза“ - Силвия Чолева - Белослава Димитрова – носителка на Награда „Перото“ 2020 г. в категория „Поезия“ - доц. д-р Дарин Тенев | - Категория „Проза“ - Елена Алексиева с „Прекъсването на Самсара“ („Жанет 45“) - Иван Станков с „Вечерна сватба“ („Хермес“) - Ясен Григоров с „Телогинариум“ („Точица“) - Категория „Поезия“ - Виктор Самуилов с „Аорист“ („Жанет 45“) - Владимир Левчев с „Писмо в небето“ („Жанет 45“) - Надежда Радулова с „Малкият свят, големият свят“ („Жанет 45“) - Категория „Детска литература“ - Зорница Христова с „Нарисува за децата Вадим Лазаркевич: Биография“ („Точица“) - Сотир Гелев с „Приспивни песни за феи и чудовища“ („Ентусиаст“) - Тодор Петев и Зорница Христова с „Един ден в музея“ („Точица“) - Категория „Дебют“ - Биляна Генова с „Чакам в кафенето“ („Колибри“) - Емилия Милчева с „Ела и ме спаси“ („Жанет 45“) - Румен Павлов с „Отвор“ („Екрие“) - Категория „Превод от български на чужд език“ - Виктория Лефтерова за преводите на „Портретът на моя двойник“ (Siruela, 2020), съвместно с Eнрике Гил-Делгадо и „Сестри Палавееви в бурята на историята“ (Hoja de Lata, 2020), съвместно с Енрике Малдонадо, на испански език - Джузепе дел Агата за преводите на „Времеубежище“ от Георги Господинов (Voland, 2021) и „Избрани стихотворения“ от Владимир Левчев (Bompiani, 2021) на италиански език - Рейнал Перес Васкес за превода на „Седмият жест“ от Цветанка Еленкова (Vaso Roto, 2021) на испански език | - Категория „Цялостен принос към българския литературен контекст“ – Георги Борисов - Категория „Проза“ – Елена Алексиева с романа „Прекъсването на Самсара“ („Жанет 45“) - Категория „Поезия“ – Виктор Самуилов с „Аорист“ („Жанет 45“) - Категория „Детска литература“ – Зорница Христова с „Нарисува за децата Вадим Лазаркевич: Биография“ („Точица“) - Категория „Дебют“ – Румен Павлов с „Отвор“ („Екрие“) - Категория „Превод от български на чужд език“ – Джузепе дел Агата за преводите на „Времеубежище“ от Георги Господинов (Voland, 2021) и „Избрани стихотворения“ от Владимир Левчев (Bompiani, 2021) на италиански език             |
| 8 | 2 ноември 2022    | - Цвета Брестничка – програмен директор на Софийски международен литературен фестивал за деца и младежи за 2020 и 2021 г., носител на награда „Перото“ 2020 г. в категория „Детска литература“ за книгата „Небивалици с буквите от А до Я“ - доц. д-р Ани Бурова – преподавател в СУ „Св. Климент Охридски“, редактор в „Литературен вестник“ и литературeн критик - доц. д-р Невена Панова – преподавател в СУ „Св. Климент Охридски“, главен редактор на издателство „Панорама” на Съюза на преводачите в България, класически филолог, преводач - Иван Ланджев – поет, есеист и сценарист - Николай Колев – продуцент на предаването „Култура.бг“ по БНТ | - Категория „Проза“ - Георги Тенев с „Атлантически експрес“ („Колибри“) - Чавдар Ценов с „Старецът трябва да умре“ („Рива“) - Невена Митрополитска с „По релсите“ („Жанет 45“) - Категория „Поезия“ - Никола Петров с „Не са чудовища“ (издателство за поезия „ДА“) - Кирил Василев с „Шествието“ (издателство за поезия „ДА“) - Преслава Виденова с „Постоянна експозиция“ („Жанет 45“) - Категория „Детска литература“ - Петя Кокудева с „Юху-буху-измислячус“ („Жанет 45“) - Юлия Спиридонова с „Сянката на щуреца“ („Кръгозор“) - Анна Норт с „Пет истории за нюнюнчета“ („Фют“) - Категория „Дебют“ - Момчил Миланов с „Лято в Бурландия“ („Аквариус“) - Йоана Елми с „Направени от вина“ („Жанет 45“) - Кирил Нейков с „Dirty Side“ („Жанет 45“) - Категория „Превод от български на чужд език“ - Ксения Банович, Ана Васунг и Паула Чачич за превода на „Антология на съвременната българска поезия“ (Дружства хрватска писаца) на хърватски език - Алесандра Бертучели за превода на италиански на Антологията с поезия на Константин Павлов „Cavalli indomati“ (Valigie rosse) на италиански език - Рейнол Васкес за съставителството и превода на Антологията с поезия „terra incognita“ (RIL editores) и стихосбирката „Отворени възможности“ на Цвета Делчева на испански език | - Категория „Цялостен принос към българския литературен контекст“ – Владимир Зарев - Категория „Проза“ – Невена Митрополитска с „По релсите“ („Жанет 45“) - Категория „Поезия“ – Никола Петров с „Не са чудовища“ (издателство за поезия „ДА“) - Категория „Детска литература“ – Петя Кокудева с „Юху-буху-измислячус“ („Жанет 45“) - Категория „Дебют“ – Момчил Миланов с „Лято в Бурландия“ („Аквариус“) - Категория „Превод от български на чужд език“ – Ксения Банович, Ана Васунг и Паула Чачич за превода на „Антология на съвременната българска поезия“ (Дружства хрватска писаца) на хърватски език                                       |

## Противоречия
Още при първото издание на наградите сред номинираните в т.нар. широки номинации се оказват Ани Илков, Александър Шпатов и Милена Фучеджиева, членове на Консултативният съвет на Литературен клуб „Перото“.
| „ | Номинациите бяха направени от членовете на експертния съвет към Националния център за книгата към НДК. Жури, съставено от ръководителите на творческите отдели в НДК, определи финалистите. В експертния съвет влизат: Амелия Личева, Александър Кръстев, Дарин Тенев, Георги Иванов и Силва Папазян. Консултативният съвет е в състав: Алек Попов, Жаклин Вагенщайн, Александър Шпатов, Ани Илков, Теодора Димова, Манол Пейков, Радослав Парушев и Милена Фучеджиева. Част от „експертите“ не се посвениха да се окажат сред номинираните. Конфликтът на интереси отдавна е правило в българската действителност. | “ |